# Korona Kocich Gór
A Korona Kocich Gór é uma carreira ciclista por etapas polaca. Criada em 2013, faz parte do UCI Europe Tour desde 2015, em categoria 1.2. Discorre pelas Colinas de Trzebnica, também conhecidas como os Montes dos Gatos (Kocie Góry), de onde a competição toma o seu nome.

## Palmarés
Em amarelo: competição amador.
| Ano  | Ganhador         | Segundo         | Terceiro        |
| ---- | ---------------- | --------------- | --------------- |
| 2013 | Błażej Janiaczyk |                 |                 |
| 2014 | Wojciech Halejak | Arthur Detko    | Kamil Zieliński |
| 2015 | František Sisr   | Maroš Kováč     | Kamil Zieliński |
| 2016 | Mateusz Komar    | Łukasz Owsian   | Paweł Charucki  |
| 2017 | Łukasz Owsian    | Mateusz Komar   | Maciej Paterski |
| 2018 | Não se disputou  | Não se disputou | Não se disputou |
| 2019 | Patryk Stosz     | Mateusz Grabis  | Michał Podlaski |

## Palmarés por países
| País    | Vitórias |
| ------- | -------- |
| Polónia | 5        |
| Chéquia | 1        |